# Nikolauskapelle (Geich)

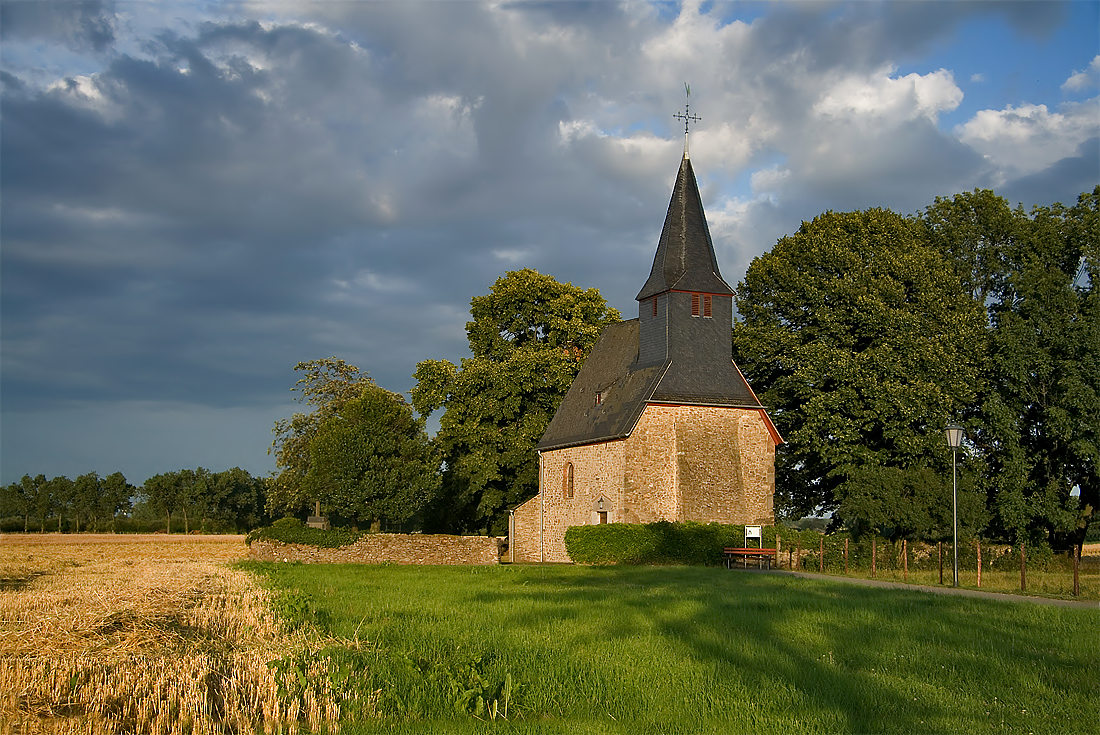
Nikolauskapelle

Die römisch-katholische Nikolauskapelle in Geich, eines der ältesten historischen und kirchlichen Baudenkmäler des Kreises Düren, stammt aus dem 11./12. Jahrhundert. Sie ist unter der Nr. 25 in der Liste der Baudenkmäler in Langerwehe eingetragen.
Obwohl sie auf Langerweher Gemeindegebiet steht, gehört die Kapelle zur Pfarrgemeinde St. Michael, Echtz.

## Allgemeines

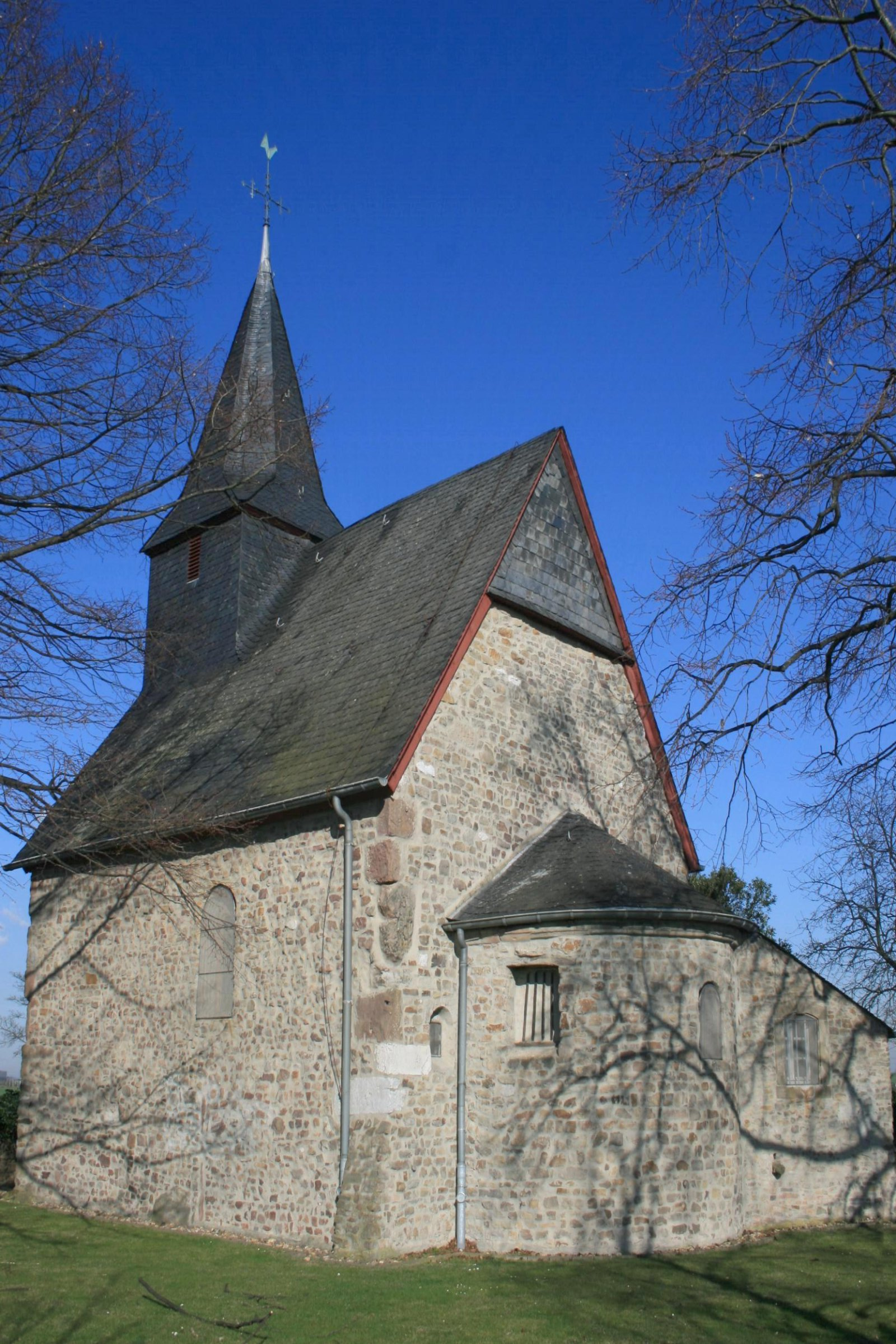
St. Nikolaus von Südosten vor der letzten Renovierung (2010). Im oberen Bereich ist das Herkulesrelief zu erkennen.

Das Gebäude steht inmitten von Feldern und Wiesen nordöstlich des Dorfes Geich, unmittelbar hinter dem Ortsausgang in Richtung Echtz. Es ist von einer Bruchsteinmauer umgeben, die ein Grundstück mit altem Baumbestand und einigen Einzelgräbern einschließt. Seit den 1970er Jahren befindet sich hier auch das alte Ehrenmal von Geich, das im Ort selbst dem Straßenbau weichen musste.
Der kleine Saalbau mit einer eingezogenen Rundapsis wurde im 11. und 12. Jahrhundert in Bruchstein errichtet. Die Wände sind durch Stichbogenfenster gegliedert. Der Eingang an der Nordseite ist mit Blausteingewänden ausgestattet, der Sturz ist gerade, die Tür ist eine Nachbildung der Vorherigen aus spätgotischer Zeit. In dieser Zeit wurde auch der Strebepfeiler an der Südseite vorgesetzt, das Dach erhöht und der heute verschieferte Dachreiter auf dem Westgiebel errichtet. Das Gebäude ist mit einem Satteldach gedeckt. In der Außenmauer befindet sich in der südöstlichen Ecke eine römische Spolie mit einem Herkules-Relief. Bei Umbauarbeiten im Jahr 1763 wurden eine Sakristei angebaut und eine Empore mit einer Rokokotreppe eingebaut.
Im Mittelalter befand sich neben der Kapelle ein Hospital, im damaligen Sprachgebrauch ein Gasthaus. Dieses lag unmittelbar an der vorbeiführenden Aachen-Frankfurter Heerstraße, die auch als Krönungsstraße der deutschen Könige im Mittelalter bekannt war, weil sie vom Wahlort Frankfurt am Main zum Krönungsort Aachen führte. Das Gasthaus und Hospital bot Reisenden eine Übernachtungs- und Verpflegungsmöglichkeit. Urkundlich erwähnt ist die Kapelle im Zusammenhang mit dem Kloster Schwarzenbroich, das im Jahr 1340 von Werner von Merode gegründet wurde. Die Mönche kümmerten sich im Hospital um die kranken Reisenden.

## Renovierungen

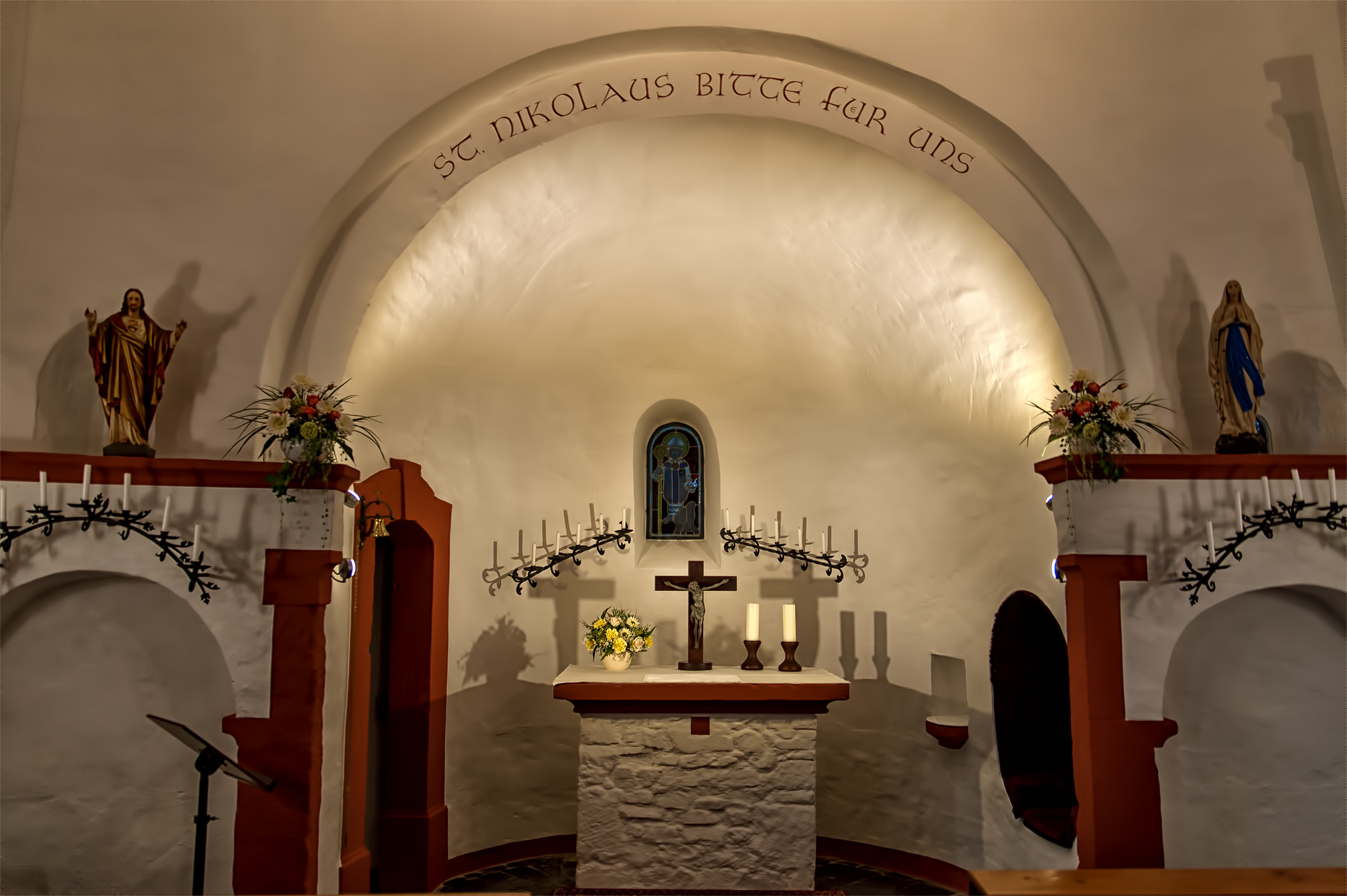
Nikolauskapelle, innen

Das Gebäude wurde im Zweiten Weltkrieg beschädigt und 1958 renoviert. Hierbei wurden zwei romanische Fenster rechts und links der Apsis wieder freigelegt und rechts vom Altar eine Sitznische für den Pastor gefunden und wieder nutzbar gemacht. Eine weitere Restaurierungen erfolgten 1978. Das bei einem Einbruch zerbrochene Nikolausfenster im Scheitel der Apsis wurde 1986 durch ein neues Fenster der Firma Oidtmann ersetzt. Der Dachreiter wurde 1988 grundsaniert.
In der ersten Jahreshälfte 2014 wurden Sanierungsarbeiten durchgeführt. Die nach dem Krieg unfachmännisch erstellte Stuckdecke wurde abgebaut und durch eine Rabitzdecke in Anlehnung an alten Bestand ersetzt. Im Bereich des Dachstuhls wurden umfangreiche Sanierungsmaßnahmen durchgeführt. Die Tragbalken der Deckenkonstruktion wurden erneuert. Sprengwerksfußpunkte wurden ergänzt. Im Außen- und Innenbereich wurde das Mauerwerk saniert. Die Mauerkronen aus Bruchstein wurden im Bereich der Deckenbalken vollständig erneuert. Ein kompletter Innenanstrich vervollständigte die Sanierung. Das Holz des Dachstuhl wurde laut einer dendrologischen Untersuchung im Winter 1177/78 geschlagen.
Im gotischen Dachstuhl gab es bis zur letzten Renovierung einen kleinen Zwischenboden. Dieser diente in früheren Jahrhunderten zum Lagern von Vorräten für Notzeiten.
Am 5. Dezember 2014 wurde eine Nikolaus-Statue geweiht, die das Ehepaar Gaspers aus Echtz gestiftet hatte, weil die damalige Statue des Namenspatrons vor einigen Jahren bei einem Einbruch gestohlen worden war.

## Glocken
| Nr. | Name | Durchmesser (mm) | Masse (kg, ca.) | Schlagton (HT-1/16) | Gießer | Gussjahr        | Metall |
| 1   | -    | 550              | 120             | fis″                | -      | 1433            | Bronze |
| 2   | -    | 500              | 58              | h″                  | -      | 15. Jahrhundert | Bronze |

Die Glocke 1 von 1433 trägt die Inschrift „AVE MARIA, GRACIA PLENA, DOMINUS TECUM.“ (Gegrüßet seist du Maria, voll der Gnade, der Herr ist mit dir.) Sie wurde in den 1960er Jahren gestohlen, konnte aber später durch anonyme Hinweise bei einem Kölner Altmetallhändler sichergestellt werden.

## Geschichte
Die Nikolauskapelle wurde am 7. September 1337 erstmals erwähnt. 1410 entstand aus der Stiftung des Wilhelm von Merode und Ritter Wilhelm von Troyen ein Gasthaus und ein Hospital für Pilger und Kranke. Anlass war das Testament des Schwagers Wilhelm von Troyens, der bei der Pilgerfahrt nach Jerusalem ums Leben kam. Man übertrug die Verwaltung des Komplexes dem Schultheiß von Echtz und die geistliche Betreuung dem Ritterorden Kloster Schwarzenbroich, vertreten durch ihre Prioren und dem Pastor von Echtz. Anfang des 19. Jahrhunderts wurde im Ort Geich selbst ein Kloster der Väter des Heiligen Geistes eingerichtet, das die Betreuung der Gasthaus-Kapelle und des Hospitals übernahm. Nach der Zerstörung im Krieg sind nur noch Teile des Klosterkellers erhalten geblieben, auf die neue Häuser gebaut wurden (heute Echtzer Straße 6–8).